# Морриган
Морриган (ирл. Mór-ríoghain, «Великая Госпожа Воронов», «Великая королева») — богиня войны в ирландской мифологии.
В мифологии ирландских кельтов Морриган была одной из целой группы ирландских богинь-воительниц. Её можно воспринимать и как отдельное божество, и как своего рода триипостасную богиню. Сама богиня участия в битвах не принимала, но непременно присутствовала на поле боя и использовала всё своё могущество, чтобы помочь той или иной стороне.
Морриган также ассоциировалась с сексуальным началом и плодовитостью; последний аспект позволяет отождествлять её с матерью-богиней. Кроме того, Морриган в легендах приписывается дар пророчества и способность изрекать всевозможные заклинания. В качестве богини-воительницы она помогла богам Туата Де Дананн на поле боя в обеих битвах при Маг Туиред. Её сексуальность подчеркнута в легенде о Кухулине, когда она пыталась соблазнить героя, но была отвергнута им, отчего в её сердце вспыхнула ревнивая ненависть к Кухулину.
Морриган известна и способностью менять свой облик. Так, она часто принимает облик ворона или вороны. В день прибытия клана Туата де Данаан на землю Ирландии Морриган, Бадб и Маха решили прибегнуть к помощи тех магических познаний, которыми они овладели в бытность в Финиасе, Гориасе, Муриасе и Фалиасе. Они «рассеяли дожди и густые непроницаемые „друидические“ туманы» по всем землям Ирландии, под воздействием которых на людей клана Фир Болг прямо из воздуха хлынули огонь и кровь, так что бедным туземцам пришлось три дня и три ночи прятаться в глухих убежищах.

## Многоликая богиня войны
В кельтской мифологии часто встречается явление утроения божеств, вроде Бригиты (это явление справедливо и для мифологии других народов, так к примеру тройственной была Геката). В кельтских мифах есть упоминания нескольких Морриган, с которыми исследователи отождествляют четырёх богинь войны: саму Морриган («великая королева»), Бадб («неистовая»), Немайн («ядовитая») и Фи («злобная»). К этому ряду можно добавить образ Махи (персонификация битвы).
Культ Морриган сопровождался магическими ритуалами и кровавыми обрядами. Обычно Морриган изображали облачённой в воинские доспехи и держащей в каждой руке по копью. Её боевой клич был грозным и громким как клич десяти тысяч воинов. Иногда представала в облике любвеобильной красавицы в длинных зелёных одеждах, которая вдохновляет героев на подвиги, помогает им, и с помощью своих чар предрешает исход битвы. Кроме этого, обычного для богини, обличия она принимала облики вороны, угря, водорослей, волчицы, красной тёлки (коровы), покалеченной старухи и являлась в образе черноволосой девы, стоявшей одной ногой на правом берегу реки, а второй — на левом.

## Морриган и герои

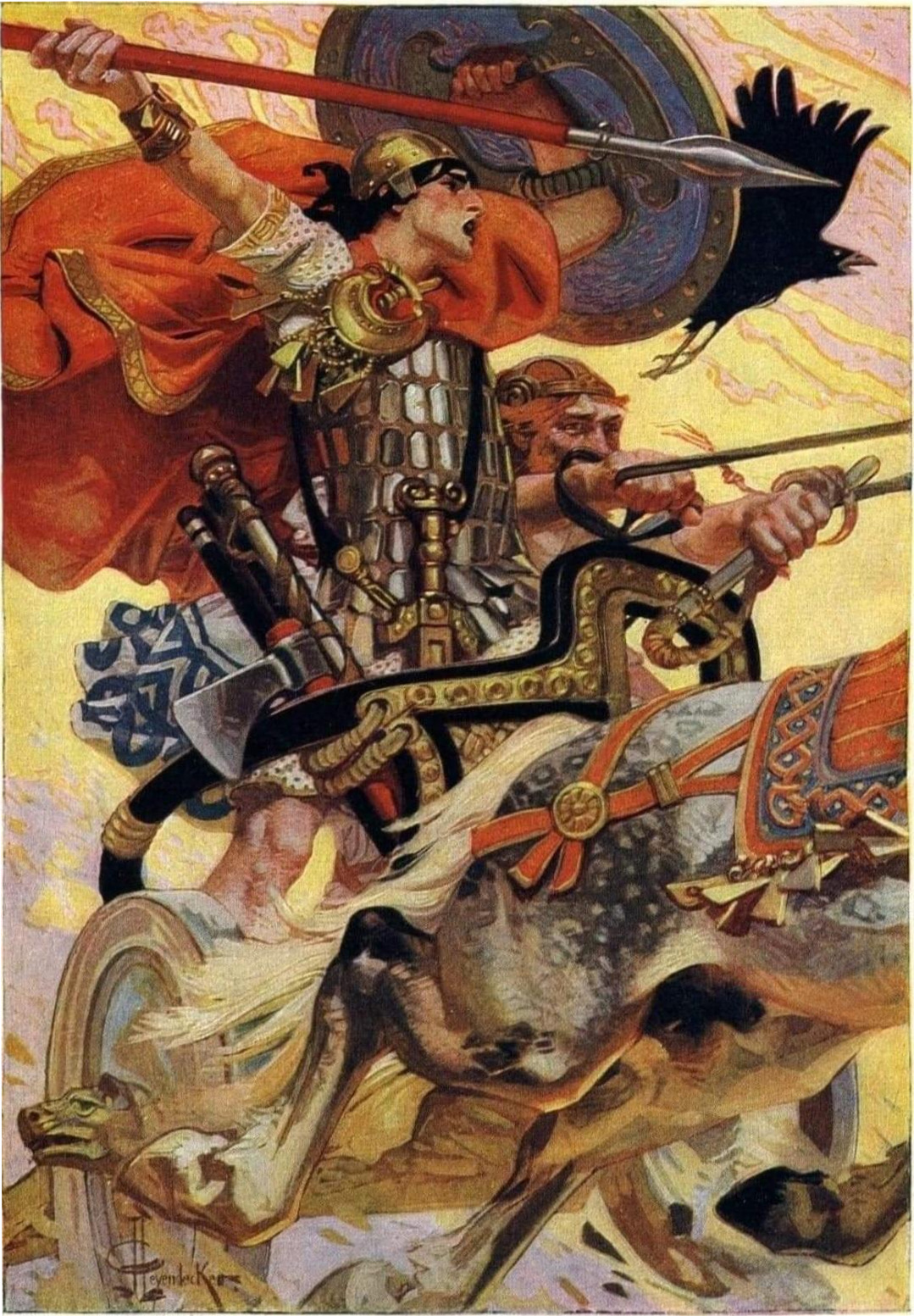
Морриган в облике вороны сопровождает Кухулина на колеснице

### Нуаду
Ночью, перед битвой с Фир Болг, королю туатов Нуаду явилась таинственная красавица, разделившая с ним ложе. Перед тем как покинуть любовника, незнакомка разожгла в короле истинную ярость воина, а сама обратилась в ворону и облетела поля битвы. Нуаду понял, что это была сама Морриган.

### Дагда
Перед второй битвой туатов при Маг Туиред, с фоморами, Морриган явилась Дагде, как являлась Нуаду. Богиня пообещала, что обратит свои чары против короля фоморов, Индеха, «иссушив кровь в его сердце и отняв почки доблести», поэтому, когда несчастный появился на поле боя, он уже был обречён. Во время самой битвы, богиня ободряла туатов, поднимая их моральный дух.

### Кухулин
Далее Морриган появляется в сагах уладского цикла, связанных с таким героем как Кухулин. Она явилась герою как юная черноволосая девушка в колеснице, одетая в многоцветный плащ и зелёное платье, и предложила свою любовь и помощь в войнах. Но Кухулин отверг это предложение, заявив, что от войн он устал, а с женщинами не желает иметь дела. «Тогда плохо тебе будет, когда будешь иметь дело с мужчинами», — ответила незнакомка. Затем она исчезла, а на её месте появилась каркающая ворона. Тогда герой понял, с кем имел дело.
Впоследствии, богиня всячески мешала Кухулину в битвах: один раз, например, она обратилась в угря и обвилась вокруг ног героя. Но герою удавалось всякий раз ранить Морриган. В итоге он повстречал как-то покалеченную старуху, доившую корову с тремя сосцами. Кухулин попросил у доярки молока, и та дала три порции молока, взятого от каждого из сосцов. Всякий раз мужчина благодарил старуху за новую порцию напитка, а у старой женщины от этого проходили увечья. Эта была Морриган, вылеченная таким образом Кухулином от трёх увечий, которые он нанёс во время схваток с Морриган. С тех пор богиня и герой стали неразлучными спутниками.

## Образ Морриган в современной культуре

### Кинематограф
- Морриган присутствует в нескольких сериях 5-го сезона сериала «Удивительные странствия Геракла», появляясь вначале отрицательным персонажем, но затем, под влиянием Геракла, исправляется и начинает ему помогать, в дальнейшем между ними даже завязываются романтические отношения.
- В первом сезоне сериала «Убежище» Морриган предстаёт в облике трёх сестёр из Средневековья, способных уничтожить любого врага.
- В сериале «Зов крови» она выступает предводительницей «тёмных фей».

### Компьютерные игры
В серии игр «Dragon Age» Морриган — ведьма из Диких Земель — одна из спутниц протагониста. Появляется в образе сексуальной черноволосой девушки, чей наплечник украшают перья вороны — птицы ирландской Морриган. Маг, не подчиняющаяся церкви, владеющая искусством превращения в животных, вдохновляющая союзников и иссушающая врагов. В одном из вариантов она проводит ночь с протагонистом накануне решающей битвы, забеременев от него и тем самым спасая ему жизнь. Влияние кельтской мифологии при создании персонажа очевидно.

### Комиксы
Морриган — одна из героинь популярной серии комиксов «The Wicked + The Divine», где предстает в трёх ипостасях: Morrígan, Badb и Gentle Annie. Badb является агрессивной сущностью, несущей разрушения, она появляется во время сильных переживаний Морриган, в то время как Gentle Annie — её доброе воплощение, способна исцелять даже очень серьёзные раны.

### Музыка
Одна из песен группы Children of Bodom носит название Morrigan.
Немецкая языческая метал-группа Morrigan с мотивами кельтской мифологии.